# Цюй Шэнцин
Цюй Шэнцин (англ. Qu Shengqing, кит. трад. 曲圣卿, пиньинь Qū Shèngqīng; род. 5 июня 1975, Шэньян, Ляонин, КНР) — китайский футболист и тренер. Как футболист хорошо известен своим выступлениями за «Ляонин», где он выиграл «Золотую бутсу» в сезоне 1999 года, «Шанхай Шеньхуа» с которым стал чемпионом в сезоне 2003 и сборную Китая.

## Карьера
Родился в Шеньяне, Китай, первым футбольным клубом был «Ляонин», в котором он стал одним из лучших нападающих в Китае и в 1999 году был признан лучшим бомбардиром в китайской лиге с 17 голами. Наряду с этим также был признан лучшим футболистом года в Китае.
С 2001 года являлся футболистом «Шанхай Шеньхуа» за который забил 38 голов и с которым в 2003 году стал чемпионом Китая. Однако в 2013 году Китайская футбольная ассоциация отозвала чемпионский титул у клуба, так как выяснилось что генеральный директор «Шанхай Шеньхуа» Лу Шифан  подкупал официальных лиц для победы в сезоне.
В 2005 году заключил контракт с «Аделаида Юнайтед» после успешного просмотра. Дебютировал 17 сентября 2009 года выйдя на 61 минуте на замену вместо Адама ван Доммеле в матче против «Перт Глори», на 65 минуте он забил свой первый гол за клуб.
После завершения сезона Цюй вернулся в Китай сославшись на то что он и его семья тоскуют по родине. Проведя неудачные 4 месяца в составе клуба «Нанькин Йойо» вновь заключил контракт с «Аделаида Юнайтед», но прежней игры уже не показал.

## Достижения

### Клубные
- Победитель Лига Цзя-А: 1 (2003, чемпионский титул отозван у «Шанхай Шеньхуа» в связи с коррупционным скандалом)
- Победитель регулярного чемпионата А-Лиги: 1 (2005/06)

### Индивидуальные
- Обладатель Золотой Бутсы Лига Цзя-А: 1 (1999)
- Лучший футболист года Лига Цзя-А: 1 (1999)